# Thoron lautus
Thoron lautus är en stekelart som först beskrevs av Lubomir Masner 1972.  Thoron lautus ingår i släktet Thoron och familjen Scelionidae. Inga underarter finns listade i Catalogue of Life.